# Hudiviller
Hudiviller este o comună franceză situată în departamentul Meurthe-et-Moselle, în regiunea Grand Est.

## Geografie

### Localizare
Hudiviller este un sat din Meurthe-et-Moselle, situat la sud-est de Dombasle-sur-Meurthe și aflat, în linie dreaptă, la 18 km sud-est de Nancy, 51 km sud-vest de Sarrebourg, 100 km vest de Strasbourg și 47 km nord de Épinal.

### Comune limitrofe
| Dombasle-sur-Meurthe |  | Flainval  |
|                      |  |           |
| Rosières-aux-Salines |  | Anthelupt |

### Geologie și relief
Suprafața comunei este de 2,99 km², iar altitudinea sa variază între 230 și 307 metri.

### Hidrografie
Comuna se află în bazinul hidrografic al Rinului, în cadrul bazinului Rin-Meuse.

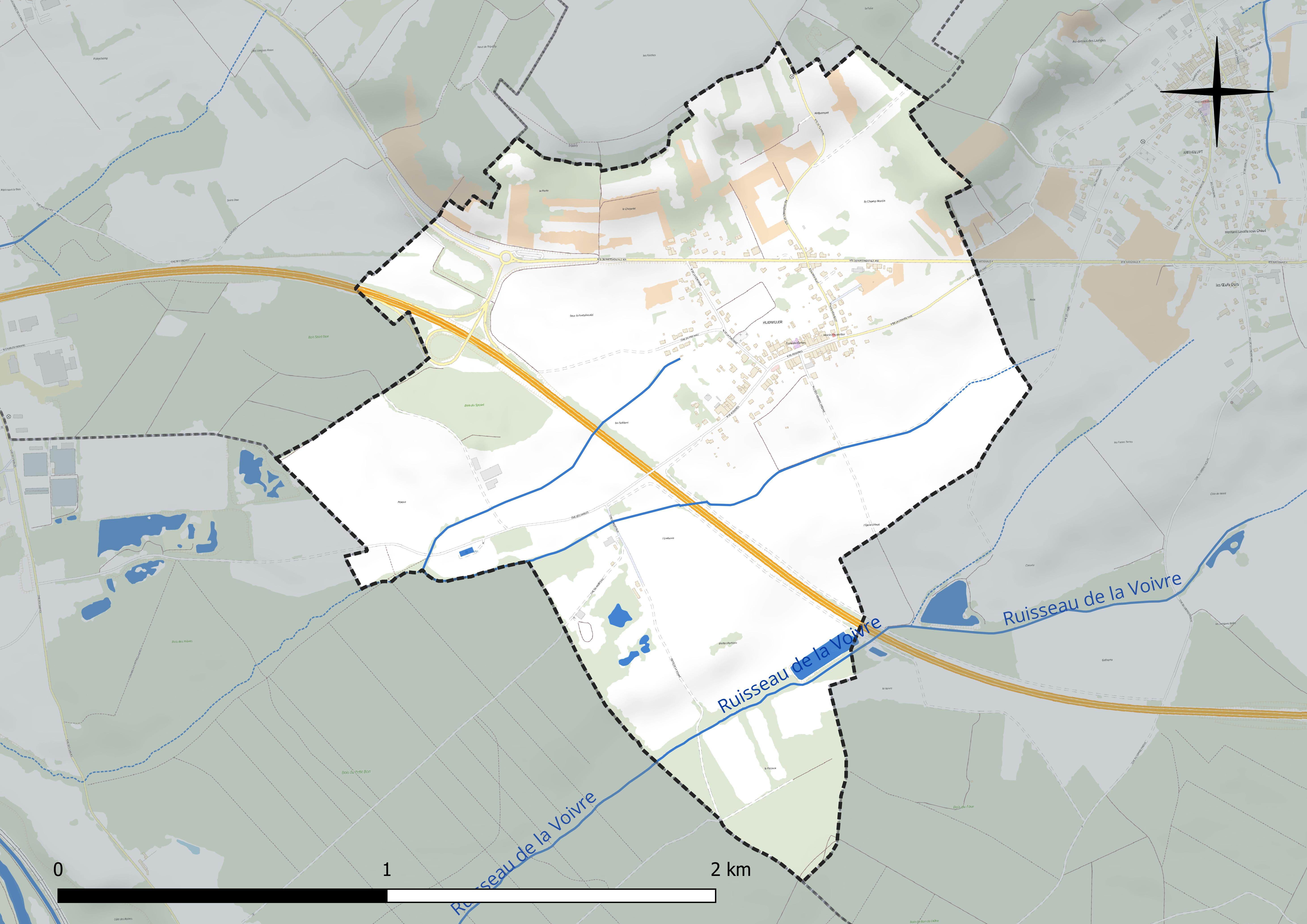
Hudiviller - rețeaua hidrografică.

Este drenată de pârâul Voivre.

### Climă
În 2010, clima comunei era de tip oceanic degradat, specific câmpiilor din Centru și Nord, conform unui studiu al CNRS, bazat pe o serie de date aferente perioadei 1971-2000. În 2020, Météo-France a publicat o tipologie a climatului din Franța metropolitană, în care comuna este clasificată cu un climat semi-continental și se află în regiunea climatică Lorena, platoul Langres, Morvan, caracterizată printr-o iarnă aspră (1,5 °C), vânturi moderate și ceață frecventă în toamnă și iarnă.
Pentru perioada 1971-2000, temperatura medie anuală este de 9,6 °C, cu o amplitudine termică anuală de 17 °C. Cantitatea medie anuală de precipitații este de 781 mm, cu 11,4 zile de precipitații în ianuarie și 9,5 zile în iulie. Pentru perioada 1991-2020, temperatura medie anuală observată la stația meteorologică cea mai apropiată, situată în comuna Tomblaine la 16 km distanță în linie dreaptă, este de 11,0 °C, iar cantitatea medie anuală de precipitații este de 746,3 mm.
Pentru viitor, parametrii climatici estimati pentru comună, pentru anul 2050, conform diferitelor scenarii de emisii de gaze cu efect de seră, pot fi consultati pe un site dedicat publicat de Météo-France în noiembrie 2022.

## Urbanism

### Tipologie
La 1 ianuarie 2024, Hudiviller este clasificată drept comună rurală cu habitat dispersat, conform noii grile de densitate comunală cu șapte niveluri definită de INSEE (Institutul Național de Statistică și Studii Economice) în 2022. Se află în afara unei unități urbane. De asemenea, comuna face parte din zona metropolitană a orașului Nancy, fiind o comună din coroana acesteia. Această zonă, care cuprinde 353 de comune, este clasificată în categoria zonelor cu o populație cuprinsă între 200.000 și mai puțin de 700.000 de locuitori.

### Utilizarea terenului
Utilizarea terenurilor în comună, conform bazei de date europene privind ocuparea biofizică a solurilor Corine Land Cover (CLC), este caracterizată de predominanța terenurilor agricole (78,1 % în 2018), în scădere față de 1990 (89,6 %). Distribuția detaliată în 2018 este următoarea: terenuri arabile (29,7 %), pajiști (25,1 %), culturi permanente (13,5 %), zone urbanizate (11,4 %), păduri (10,4 %) și zone agricole eterogene (9,8 %). Evoluția ocupării terenurilor în comună și a infrastructurilor sale poate fi observată pe diferitele reprezentări cartografice ale teritoriului: harta Cassini (secolul XVIII), harta de stat-major (1820-1866) și hărțile sau fotografiile aeriene ale IGN pentru perioada actuală (1950 până în prezent).

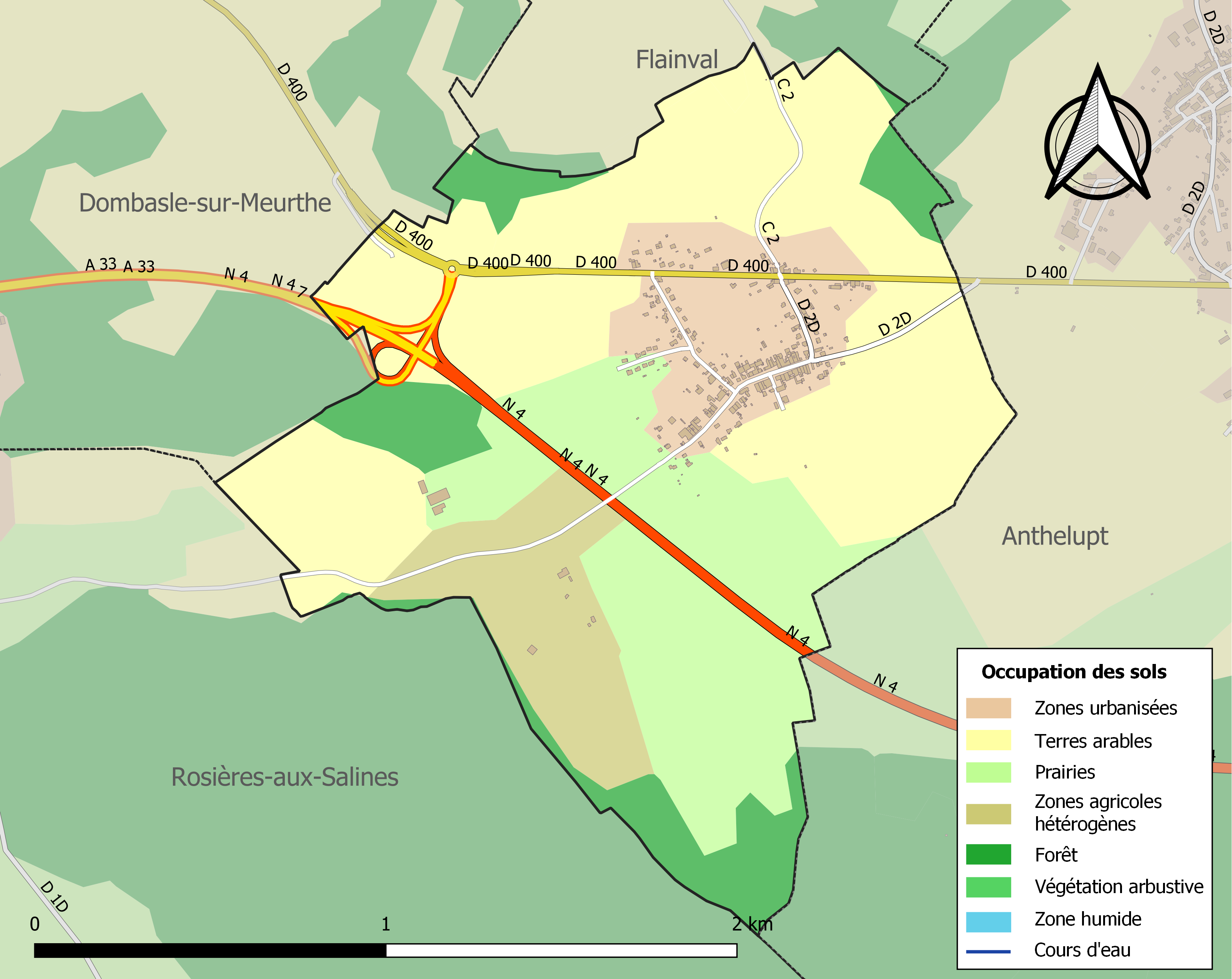
Harta infrastructurii și utilizării terenului a comunei în 2018 (CLC).

### Căi de comunicație și transport
Comuna este deservită de RN 4, care este divizată în D 400, pe de o parte, și în A33, apoi RN 333, pe de altă parte.

## Toponimie
Numele provine de la un antroponim germanic Hiddo sau Huddo, urmat de sufixul -villare (domeniu rural, exploitation agricole).
Forme atestate de-a lungul timpului: Hidiviller (1522), Hudyviller (1526), Hourdivillier (1713), Huduviller (1719), Hudiviller (1793).

## Populația și societatea

### Date demografice
Evoluția numărului de locuitori este cunoscută prin recensămintele populației efectuate în comună începând din 1793. Pentru comunele cu mai puțin de 10 000 de locuitori, un recensământ al întregii populații este realizat la fiecare cinci ani, populațiile legale pentru anii intermediari fiind estimate prin interpolare sau extrapolare.
În 2022, comuna număra 316 locuitori, în scădere cu -10,23 % față de 2016 (Meurthe-et-Moselle: -0,13 %, Franța fără Mayotte: +2,11 %).
| An        | 1793 | 1806 | 1841 | 1861 | 1876 | 1886 | 1901 | 1921 | 1936 | 1962 | 1982 | 2006 | 2014 | 2022 |
| --------- | ---- | ---- | ---- | ---- | ---- | ---- | ---- | ---- | ---- | ---- | ---- | ---- | ---- | ---- |
| Populație | 167  | 197  | 313  | 332  | 296  | 288  | 256  | 202  | 236  | 272  | 240  | 306  | 333  | 316  |

## Cultură locală și patrimoniu

### Locuri și monumente
- Biserica Notre-Dame de l'Assomption, construită în secolul al XVIII-lea, a fost remodelată după 1918.